# Коткозеро (озеро)
Ко́ткозеро — российское озеро в южной части Республики Карелии, на территории Олонецкого района.

## Общие сведения
Котловина ледниково-тектонического происхождения.
Озеро вытянуто с севера на юг. На озере 3 острова общей площадью 0,1 км². Берега озера высокие, каменисто-песчаные.
Основной приток — река Канзозерка (впадает в озеро с востока из Канзозера). В северо-востока впадает Боераноя. Сток через реку Пекки в озеро Виллалское и далее в Олонку. Поверхность дна покрыта серо-зелёным илом.
Высшая водной растительность представлена хвощом.
В озере обитают ряпушка, щука, окунь, плотва, лещ, ёрш, налим.